# Высокое (Красноградский район)
Высо́кое (укр. Високе) — село, Кириловский сельский совет, Красноградский район, Харьковская область, Украина.
Код КОАТУУ — 6323381002. Население по переписи 2001 года составляет 102 (42/60 м/ж) человека.

## Географическое положение
Село Высокое находится между автомобильными дорогами М-18 и Р-51. На расстоянии в 2 км расположено село Червоное. К селу примыкает лесной массив урочище Шапошникова (дуб).

## История
- 1928 — дата основания.

## Экономика
- Молочно-товарная ферма.